# Nicky Naudé
Nicky Naudé, né le 29 septembre 1965 au Québec, est un acteur, réalisateur et scénariste franco-canadien.

## Biographie
Après leur mariage dans les années 1950, les futurs parents de Nicky décident de quitter la France pour des raisons professionnelles. Après plusieurs années passées au Mexique, le couple s'installe à Montréal, où le petit Nicky voit le jour en septembre 1965. Après une quinzaine d'années au Canada, l'enfant et sa mère s'installent en France, rejoint un an plus tard par le père.
Sportif accompli, il pratique les sports de combat à haut niveau, notamment le full-contact, le kung-Fu, les armes et différentes boxes. À 17 ans, il devient champion de France et d'Europe de boxe américaine. Une carrière de mannequin suit et il se partage entre New York, Londres, Tokyo, Barcelone et Amsterdam. À 22 ans, il prend les cours de théâtre. En parallèle, il chorégraphie les combats et règle les cascades dans plusieurs productions cinématographiques.
Au cinéma, il s'illustre dans de nombreux rôles physiques comme dans Total Western, Les Rivières pourpres, Le Pacte des loups, La Mémoire dans la peau, Hitman ou À bout portant, mais également dans des registres plus dramatiques dans des films intimistes comme Par amour de Laurent Firode. Il est Théophraste, le père d'Arsène Lupin dans le Arsène Lupin de Jean-Paul Salomé ou Fouquet dans Jean de La Fontaine, le défi de Daniel Vigne, mais aussi Enriquo dans la comédie Les Reines du ring de Jean-Marc Rudnicki.
En 2002, il réalise le court-métrage L'Ancien, suivi en 2014 par Retrouvailles.

## Filmographie

### Cinéma

#### Longs métrages
- 1997 : Tortilla y cinema de Martin Provost : le chef décorateur
- 1997 : Ma 6-T va crack-er de Jean-François Richet
- 1998 : Hors jeu de Karim Dridi : un cascadeur
- 1999 : Merci mon chien de Philippe Galland : le loubard
- 2000 : Taxi 2 de Gérard Krawczyk : le nageur
- 2000 : Total Western d'Éric Rochant : le yuppie
- 2000 : Les Rivières pourpres de Mathieu Kassovitz : un skinhead
- 2001 : Le Pacte des loups de Christophe Gans : La Fêlure
- 2002 : La Mémoire dans la peau (The Bourne Identity) de Doug Liman : Castel
- 2004 : Arsène Lupin de Jean-Paul Salomé : Théophraste Lupin
- 2005 : Animal de Roselyne Bosch : Mastodon Jack
- 2007 : Jean de La Fontaine, le défi de Daniel Vigne : Nicolas Fouquet
- 2007 : Hitman de Xavier Gens : Hitman N°3
- 2009 : Lady Blood de Jean-Marc Vincent : l'homme en bleu
- 2009 : Black de Pierre Laffargue : Pedersen
- 2010 : À bout portant de Fred Cavayé : Capitaine Richert
- 2011 : Ne soumets pas à la tentation de Cheyenne Carron : le barman
- 2012 : Par amour de Laurent Firode : Etienne
- 2013 : Les Reines du ring de Jean-Marc Rudnicki : Enriquo
- 2018 : Gaston Lagaffe de Pierre-François Martin-Laval : le pilote de l’hélicoptère de la gendarmerie

- 2024 : Opération Portugal 2 : La Vie de château de Frank Cimière: Le Député

#### Courts métrages
- 1997 : Le Constat d'Olivier Bardy : Lulu
- 1999 : Premier jour de printemps de Claude Berne et Jessica Forde
- 2002 : Rio d'Olivier Bardy : l'homme cagoulé
- 2002 : L'Ancien de Nicky Naudé et Emmanuel Rodriguez : Angelo
- 2002 : Dolores de Phil Sfezzywan : Pancho
- 2003 : Fallait pas buter  mémé ! d'Olivier Bardy : Papy
- 2004 : La Chepor de David Tessier : le barman
- 2005 : Demain la veille de Julien Lecat et Sylvain Pioutaz : le chef des mercenaires
- 2007 : Hong Kong 70 de Jessica Forde : le brun
- 2009 : 8 d'Acim Vasic : X
- 2009 : Djinn la naissance de Nino Dahmani : Skander
- 2011 : Welcome to Hoxford: The Fan Film de Julien Mokrani
- 2011 : Les Mains sales d'Arnaud Rivaille : Albert/Alberto
- 2013 : Le Grand souffle d'Aurélien Réal
- 2014 : La Vie qui désarme d'Aurélien Réal
- 2014 : Entre chien et loup de Lorenzo Paillaud
- 2014 : Retrouvailles de Nicky Naudé : Luc Leroy
- 2015 : Supernova de Mélanie Fuchs : Arthur
- 2015 : Of Men and Mice de Gonzague Legout : Nicholas
- 2016 : Le Goût des choux de Bruxelles de Michael Terraz : Brad
- 2016 : Moche(s) de Michaël Cohen : Franck
- 2016 : Garlic Surveillance d'Acim Vasic : le chef
- 2016 : Hajimé de Florian Delhormeau : Basile
- 2017 : Inseparable de Steve Duchesne : Yin
- 2017 : À ma place de Danliewen Lu
- 2018 : Le Neveu (The Nephew) de Wilhelm Kuhn : Roland
- 2018 : Opération: 2 millions! (Casa de papel) d'Alexandre Da Silva : l'agent immobilier
- 2018 : Le Partage de la cigogne de Michaël Cohen : le gynécologue
- 2019 : Célestine de Marie-Stéphane Cattaneo : le chauffeur de taxi
- 2019 : Juste un regard de Christopher Poulain : le père
- 2019 : On ira voir la mer de Christopher Poulain
- 2019 : Into the Woede de Nicky Naudé
- 2020 : Jayne et Elvis de Thanh Ingle Lai

### Chorégraphe ou coordinateur de cascades
- 1997 : Ma 6-T va crack-er de Jean-François Richet
- 1997 : Amour, travail et santé… d'Antoine Lepoivre (court-métrage)
- 1998 : Bingo!, de Maurice Illouz
- 1998 : Hors jeu de Karim Dridi
- 2000 : Total Western d'Éric Rochant
- 2000 : Les Rivières pourpres de Mathieu Kassovitz
- 2002 : Le Boulet, d'Alain Berbérian et Frédéric Forestier
- 2002 : L'Ancien de Nicky Naudé et Emmanuel Rodriguez (court-métrage)
- 2005 : Écorchés, de Cheyenne Carron
- 2007 : Hong Kong 70 de Jessica Forde (court-métrage)
- 2008 : Babylon A.D. de Mathieu Kassovitz
- 2017 : Inseparable de Steve Duchesne (court-métrage)

### Réalisation, scénario et production courts métrages
- 2002 : L'Ancien coréalisation avec Emmanuel Rodriguez
- 2014 : Retrouvailles
- 2019 : Into the Woede

### Documentaire
- 2019 : Et toi, t’aurais fait quoi ?... de Manuela Bruckert : le docteur

### Doublage
- 2018 : Astérix : Le Secret de la potion magique d'Alexandre Astier et Louis Clichy : Aepyornix / Fotovoltahix

### Télévision

#### Téléfilms
- 1993 : L'homme dans la nuit de Claude Boissol
- 2005 : Lucas Ferré : Le Plaisir du mal de Marc Angelo
- 2008 : Une lumière dans la nuit d'Olivier Guignard : l'agresseur
- 2009 : Clara, une passion française de Sébastien Grall : l'amant de Suzanne
- 2009 : Cartouche, le brigand magnifique d'Henri Helman : Anglet
- 2016 : En voiture Simone de Nicolas Fogliarini : Raoul

#### Séries télévisées
- 1993 : Commissaire Moulin, 1 épisode de Jean-Louis Daniel : Stingo
  - Un sang impur...
- 1994 : Extrême Limite, 1 épisode de Bernard Uzan : Steve
  - Saison 1, épisode 4 : Challenge
- 1998 : Baldi, 1 épisode
  - Saison 2, épisode 3 : Le serment de Baldi
- 2005 : Le Négociateur, 1 épisode de Danielle Dansereau : le Français
  - Saison 3, épisode 22 : De passage
- 2005 : Navarro, 1 épisode de Edouard Molinaro : José Canapi
  - Saison 17, épisode 2 : Manipulation
- 2006 : RIS police scientifique, 1 épisode de Laurence Katrian : Julien Bertaud
  - Saison 1, épisode 5 : Un homme à la dérive - première partie
- 2006 : François en série, 1 épisode de Jean-François Asselin : l'acteur porno
  - Saison 2, épisode 4 : C'est quoi être impuissant?
- 2008 : Plus belle la vie, 8 épisodes : Sacha Labaune
  - Saison 4, épisode 171 : N°950 de Rémi Honnoraty et Christophe Salachas
  - Saison 4, épisode 173 : N°952 de Philippe Dajoux et Bernard Dumont
  - Saison 4, épisode 174 : N°953 de Philippe Dajoux et Bernard Dumont
  - Saison 4, épisode 177 : N°956 de Philippe Dajoux et Véronique Langlois
  - Saison 4, épisode 178 : N°957 de Philippe Dajoux et Véronique Langlois
  - Saison 4, épisode 179 : N°958 de Philippe Dajoux et Véronique Langlois
  - Saison 4, épisode 181 : N°960 de Philippe Dajoux et Véronique Langlois
  - Saison 4, épisode 183 : N°962 d'Emmanuelle Dubergey et Roger Wielgus
- 2007 : Brigade Navarro, 1 épisode de Philippe Davin : Francis Mallard
  - Saison 2, épisode 3 : Fantôme
- 2009 : Enquêtes réservées, 1 épisode de Benoît d'Aubert : Wolf
  - Saison 2, épisode 1 : Les morts n'ont pas d'empreintes
- 2009 : Section de recherches, 1 épisode de Gérard Marx : Denis Rousseau
  - Saison 4, épisode 3 : Bain de minuit
- 2010 : Alice Nevers, le juge est une femme, 1 épisode de François Velle : Martin Marrat
  - Saison 15, épisode 3 : La dette
- 2010 : Miko et Cartman ne foutent rien, 1 épisode de Nicolas Clattoni et Michael Simeoni : le fugitif
  - Saison 1, épisode 8 : Pleine lune
- 2010 : Les Bleus, premiers pas dans la police, 1 épisode de Stéphane Clavier : Zorad
  - Saison 3, épisode 8 : Corps étrangers
- 2012 : Kaboul Kitchen, 1 épisode de Frédéric Bertheuit
- 2018 : Spring Tide, 4 épisodes de Pontus Klänge & Niklas Ohlson: Alain Bressant
  - Saison 2, épisode 3
  - Saison 2, épisode 6
  - Saison 2, épisode 9
  - Saison 2, épisode 10
- 2025 : Plus belle la vie, encore plus belle (saison 2) : Pr Charles Carteron